# Winchester in Apple Blossom Time, Volume IV
Winchester in Apple Blossom Time, Volume IV — двойной студийный альбом американской певицы и пианистки Блоссом Дири, выпущенный в 1977 году на лейбле Daffodil Records. Первый альбом, для которого Дири написала всю музыку.

## Отзывы критиков
| Оценки критиков                            | Оценки критиков |
| Источник                                   | Оценка          |
| ------------------------------------------ | --------------- |
| AllMusic                                   | [ 1 ]           |
| Encyclopedia of Popular Music              | [ 2 ]           |
| The Penguin Guide to Jazz                  | [ 3 ]           |
| The Rolling Stone Jazz Record Guide        | [ 4 ]           |
| The Rolling Stone Jazz & Blues Album Guide | [ 5 ]           |

Питер Райлли из Stereo Review в своей рецензии написал: «Слава богу, Блоссом Дири год за годом продолжает добавлять в каталог свои уникальные, стильные пластинки. Подобно новой книге Джин Рис или новой скульптуре Луизы Невелсон, новый альбом от Дири является приятным напоминанием о том, что на этой планете всё ещё существует цивилизованная, урбанистическая жизнь — и что, хотя знатные дамы всегда первыми отрицают, что они великие или леди, иметь их — чистая радость вокруг. И именно этим и является этот новый двухдисковый альбом — приятно иметь его рядом. Блоссом исполняет здесь множество своих собственных песен со своим обычным вокалом, который может как очаровывать, так и охлаждать, по её желанию». В справочнике The Penguin Guide to Jazz так оценили альбом: «За исключением заглавного трека и „Summer Is Gone (Jimmy’s Gone Home Again)“, это не так нежно-буколично и солнечно, как может показаться. Певица и „Love Is an Elusive Celebration“ намекают на совсем другое настроение, а её, не подкреплённый другими инструментами, голос звучит приятно, своенравно и феерично. Альбом в котором можно затеряться, хотя ожидайте и мрачных моментов».

## Список композиций
Все тексты написаны Уолтером Бричеттом, вся музыка написана Блоссом Дири.
1. «Winchester in Apple Blossom Time» — 3:57
2. «Spring Can Really Hang You Up the Most» — 4:09
3. «Sunday Afternoon» — 4:06
4. «A Wonderful Guy» — 4:20
5. «Touch the Hand of Love» — 4:48
6. «Sweet Surprise» — 4:21
7. «You Are There» — 4:38
8. «The Wheelers and Dealers» — 2:50
9. «A Jazz Musician» — 3:30
10. «Surrey with the Fringe» — 5:59
11. «Love Is an Elusive Celebration» — 4:06
12. «Lucky to Be Me» — 3:58
13. «The Riviera» — 5:05
14. «You’re for Loving» — 4:56
15. «The Ballad of the Shape of Things» — 3:50
16. «Summer Is Gone (Jimmy’s Gone Home Again)» — 4:00
17. «Sammy» — 4:55
18. «It Amazes Me» — 4:08
19. «If I Were a Bell» — 3:58
20. «Winchester in Apple Blossom Time» — 3:57

## Участники записи
- Бас — Рон Картер (трек 1)
- Вокал, продюсер, фортепиано — Блоссом Дири
- Дирижёр — Дик Хазард (трек 20)
- Оркестр The Hollywood Strings (трек 20)